# SEA-ME-WE 2
SEA-ME-WE 2 oder South-East Asia – Middle East – Western Europe 2 ist ein Seekabel zwischen Europa und Asien. Es wurde 1994 in Betrieb genommen und verbindet 14 Länder und drei Kontinente.

## Geschichte
Vorläufer des SEA-ME-WE 2-Seekabels war SEA-ME-WE 1. SEA-ME-WE 1 wurde als Kupfer-Koaxialkabel zur Übertragung von Telefonsignalen zwischen Europa, dem Mittleren Osten und Südostasien verlegt. Zum Zeitpunkt seiner Fertigstellung im Jahr 1986 war es mit 13.585 km das längste Telefonkabel der Welt und das erste derartige, das im Indischen Ozean verlegt wurde.
Im anbrechenden Zeitalter der Glasfaserverbindungen reichte die Kapazität von SEA-ME-WE 1 nicht mehr aus und ab 1988 wurde mit der Kabelverlegung von SEA-ME-WE 2 begonnen. Der Bau wurde durch ein internationales Firmenkonsortium aus 52 Telekommunikationsunternehmen realisiert. Das Kabelsegment zwischen Jakarta und Singapur ging im Juni 1993 in Betrieb, während dies beim restlichen Kabel im Oktober 1994 der Fall war. Zum Zeitpunkt seiner Fertigstellung war SEA-ME-WE 2 mit 18.337 Kilometern das längste Glasfaserkabel der Welt. Die Gesamtkosten der Konstruktion und Verlegung wurden auf 780 Millionen US$ veranschlagt.
Die maximale Übertragungsrate des Kabels lag nach Inbetriebnahme 1994 bei 2×560 MBps. Das Kabel kann etwa 60.000 simultane Telefongespräche übertragen.

## Landepunkte

Lage und Landepunkte des SEA-ME-WE-2-Seekabels. Die Karte stellt nur die Konnektivitäten dar, nicht den ganz exakten Verlauf.

Das Kabel hat insgesamt 15 Landepunkte.
1. Marseille, Frankreich
2. Algier, Algerien
3. Bizerte, Tunesien
4. Palermo, Italien
5. Marmaris, Türkei
6. Pentaschinos, Zypern
7. Alexandria, Ägypten
8. Kairo, Ägypten
9. Sues, Ägypten
10. Dschidda, Saudi-Arabien
11. Dschibuti
12. Mumbai, Indien
13. Colombo, Sri Lanka
14. Jakarta, Indonesien
15. Singapur